# جامعة ميونغجي
جامعة ميونغجي (بالكورية: 명지대학교)‏ هي جامعة مسيحية خاصة تأسست عام 1948 في كوريا الجنوبية. توفر خدمات التعليم العالي في مجالات الهندسة والعلوم والإنسانيات. لها حرمين جامعيين: يقع حرم العلوم الاجتماعية في سول وحرم العلوم الطبيعية في يونغين التي تبعد 35 كيلومترًا (22 ميلًا) جنوب العاصمة. وهي تتألف من 10 كليات و 42 قسمًا وسبع كليات وثمانية برامج دراسات عليا متخصصة.
كانت جامعة ميونغجي مركزًا للإنسانية العملية على مدى نصف القرن الماضي، وهي تدير برامج عولمة متنوعة وعملية بينما تتبادل مع 150 جامعة في 22 دولة.